# Тоґо (пес)
Тоґо (Того) (англ. Togo) — пес породи сибірський хаскі, їздовий собака, який разом з іншими псами зі своєї упряжі подолав найбільшу відстань в естафеті у ході Великої гонки милосердя 1925 року.

## Життя
Тоґо був одним із нащадків їздового сибірського хаскі Саггена із псарні Леонарда Сеппали. Названий на честь японського адмірала Тоґо Хейхатіро. На початку життя не мав потенціалу їздового пса. У дорослому віці він доріс приблизно до 22 кг і мав чорне, коричневе та сіре забарвлення, завдяки чому постійно виглядав брудним.
Щеням Того захворів і вимагав особливого догляду від дружини Сеппали. На думку одного з репортерів, він був дуже сміливим і неслухняним, тому його сприймали як складного і непіддатливого для дресирування. Спочатку така поведінка трактувалася як доказ того, що його зіпсувала індивідуальна увага, приділена йому під час хвороби. Оскільки він був не придатним для їзди в упряжі з точки зору кінології, Сеппала віддав його в якості домашньої собаки у віці 6 місяців.
За кілька тижнів Того вистрибнув через скло зачиненого вікна і пробіг кілька миль назад до свого первісного розплідника господаря. Ця відданість команді вразила Сеппала, тому він не намагався віддати його знову. Однак Того продовжував створювати неприємності, вирвавшись із розплідника, коли Сеппала вивів команду на пробіжку. Він би нападав на ведучих собак зустрічних команд, щоб очистити шлях своєму господареві. Однак одного дня він напав на набагато більш придатного лідера маламута і отримав сильну травму. Коли він одужав, Того перестав атакувати їздових собак інших команд.
У віці 8 місяців він довів свою цінність для упряжі. Він побіг за командою і спав непомітно біля ночівника, де зупинився Сеппала. Наступного дня господар помітив його далеко вдалині і зрозумів, чому його собаки були неспокійними. Того продовжував ускладнювати роботу Сеппали, намагаючись пограти із псами з упряжі і вести їх у по слідах оленів карибу. Сеппала не мав іншого вибору, як взяти його до упряжі, щоб контролювати його, і здивувався, що Того миттєво освоївся. Поки біг продовжувався, Сеппала продовжував рухати Того вгору по лінії, поки, наприкінці дня, він не поділив провідну позицію з лідером упряжі. Того зареєстрував 75 миль у свій перший день упряжці, що було нечувано для молодого недосвідченого їздового пса, особливо щеняти. Сеппала називав його «примхливим малюком».
Того почав тренуватися, а за кілька років зайняв позицію ведучого собаки. Він став одним із найближчих псів Сеппали, тісних і взаємовигідних відносин, які триватимуть до кінця життя Того. На час історичного забігу у 1925 році йому було 12 років і 7 місяців.
За словами історика графа Аверсано, в 1960 році, в старості, Сеппала згадував: «Я ніколи не мав кращого за Того пса. Його витривалість, вірність та інтелект не можна було перевершити. Того був найкращим псом, який коли-небудь ходив просторами Аляски».

## Велика гонка милосердя
У 1925 році, у рамках порятунку Нома від епідемії дифтерії, перша партія із 300 240 одиниць сироватки проти дифтерії була доставлена поїздом з Анкориджа до Ненани, де її забрав перший із двадцяти погоничів та понад сотні собак, які передавали сироватку, один одному протягом 674 миль (1,085 км) до Нома.
Упряжка Того і Сеппали подолала дистанцію в 260 миль (420 км) від Нома протягом трьох днів і підібрали вантаж в Шактуліку 31 січня. Температури оцінювалися в -30 ° F (-34 ° С), дію яких посилювали штормові вітри, температури яких досягали −85 ° F (−65 ° C).
Упряжка поверталася через відкритий лід Нортон-Саунд.
До ночі температура знизилася до −40 ° F (-40 ° C), а вітер посилився до 65 миль/год (105 км/год). Команда перебігала лід, який скресав, притримуючись берегової лінії. Вони повернулися на берег, щоб перетнути гору Літл Мак-Кінлі, піднявшись 5000 футів (1500 м). Спустившись до наступного подорожнього будинку в Головін, Сеппала передав сироватку Чарлі Олсену, який, у свою чергу, передав її Гуннару Каасену та упряжі Балто.

## Слава
Після успішної доставки сироватки, герой-собака Балто став найвідомішим їздовим псом. Однак сьогодні чимало хто з дослідників вважає, що Балто був просто резервним псом, оскільки команда Сеппали на чолі з Того подолала найдовшу і найнебезпечнішу ділянку шляху. Вони здійснили зворотній забіг у 264 милі.
Одразу після естафети Того та інші пси з команди Сеппали побігли навздогін північних оленів, після чого повернулись до свого розплідника в Літт-Крік. Сеппала був обурений, що преса знехтувала справжнім чемпіоном і упряжкою-героєм, коментуючи, «що це було нестерпно, коли «газетний» пес Балто отримав статую за свої несправжні славні досягнення».
У жовтні 1926 року Сеппала, Того та їх команда псів вирушили в тур з Сіетла, штат Вашингтон, до Каліфорнії.
У 1928 році Елізабет М. Рікер з Поленда, штату Мен, написала та видала книгу «Роздуми про Того на вогні». Ця нині рідкісна книга набула легендарного статусу.
Того захворів у Поленді, де був приспаний 5 грудня 1929 року у віці 16 років. Після його смерті Сеппала віддав його на опудало. Опудало Того було виставлене в музеї Шелбурна в Шелбурн Вермонт. Аляскинські студенти розпочали кампанію щодо повернення Того на Аляску. Сьогодні опудало пса експонується у скляному корпусі в музеї штаб-квартири Ідітарод у Васілі, штат Аляска.

## Кінематограф
20 грудня 2019 року історію Того та Сеппали екранізовано кінокомпанією «Walt Disney Pictures». Віллем Дафо зіграв роль Леонарда Сеппала, пес Дизель зіграв Того. Основна постановка фільму тривала з 24 вересня 2018 року по лютий 2019 року в Калгарі.